# 暴風的戀人
《暴風的戀人》（韓語：폭풍의 연인），為韓國MBC於2010年11月17日起播出的日日連續劇。台灣中天綜合台於2011年6月15日起每週一至四晚間八點撥出。
於韓國撥出時，收視率最高僅達6.9%，最低曾拿下2.8%的低迷收視，與前作《黃金魚》高收視相比，收視極度不理想，原定120集，最後被縮減為69集。

## 劇情簡介
一個金玉其外，敗絮其中的豪門家族。如同模範夫妻般恩愛的長子夫婦，實際上正與外遇糾葛；拋家棄子的二媳婦，導致嚴重的婆媳問題；個性放蕩不羈的三子，有了私生子卻不肯承認；四女兒所託非人以致情路坎坷；愛上富家女的長孫，眼看就要平步青雲卻捲入企業鬥爭。直到一位帶有殘疾的少女意外進入了這個即將崩潰的家族，她的善良暖化了眾人的心，也扭轉了整個局面。

## 人物介紹

### 主要角色
- 崔恩書（朝鲜语：최은서） 飾 沈恩惠（星女）

從小被老漁夫收養，雖然身有殘疾（跛腳）但個性仍十分開朗，她的外表美麗且心地善良，就像星星一樣閃閃發光，因此被人稱為「星女」。隨著相處而漸漸對李賢哲產生了愛慕之心，但在發現對方已有了家世背景良好的女友「劉愛莉」後選擇退出。
- 李載允 飾 李賢哲

雖身為「薩拉伯爾飯店」會長長孫，卻憑藉著打工賺取學費。為了追求自己的理想與抱負，千方百計接近財團負責人「劉大權」，還因此吸引其女兒「劉愛莉」注意，進而成為男女朋友。就在即將達成目標之際，發現理想與現實之間的衝突。
- 鄭珠妍 飾 劉愛莉

劉大權會長的女兒，集萬千寵愛於一身，過著眾星拱月般的生活。擁有知性與美貌，在李賢哲的熱烈追求下動心進而交往。好景不常，劉愛莉發現賢哲對星女的關心已超乎一般朋友的情誼，這激起她強烈的危機意識，試圖以財團綁住賢哲的心。
- 鄭普碩 飾 劉大權

「世紀集團」CEO，用盡手段與心機控制集團，被世人稱為「為了財團利益隨時都會親吻惡魔之手」的人，即使受此評價仍怡然自得。心愛的獨生女劉愛莉是他唯一的罩門。

### 其他角色
- 金敏子 飾 閔惠星

「薩拉伯爾飯店」會長。
- 孫暢敏 飾 李泰燮

閔惠星的兒子，三兄弟的老大。
- 崔明吉 飾 徐允熙

李泰燮之妻。
- 鄭燦 飾 李泰俊

閔惠星的兒子，排行老二。
- 沈惠珍 飾 洪娜琳

李泰俊之妻。
- 金成鈴 飾 蔡雨希

劉大權會長的秘書。
- 金元俊 飾 ERIC

知名舞台劇演員，與洪娜琳傳出緋聞。
- 崔元英 飾 李泰勳

閔惠星的兒子，排行老三。
- 車秀妍 飾 李泰希

閔惠星的女兒。
- 煥熙 飾 林賀羅

知名製作人，在劇中隨著劇情發展漸漸愛上李泰希。
- 李敏豪 飾 李亨宇
- 金微笑 飾 李馨淑
- 金娜映 飾 方敏珠

## 外部連結
- 暴風的戀人韓國MBC官方網站 